# Ugo Benzi

Trattato circa la conservazione de la sanitade, 1481

Ugo Benzi (* 24. Februar 1376 in Siena; † 30. November 1439 in Ferrara) war ein italienischer Philosoph  und Professor der Medizin in Pavia, Bologna, Florenz und Padua in der Renaissance.

## Leben
Benzi wurde in Siena geboren und lehrte in Bologna, Pavia und Ferrara, wo er Leibarzt des Herzog von Ferrara, Modena und Reggio, Niccolò III. d’Este wurde. Sein Ruhm brachte ihm eine Einladung nach Paris ein, wo er König Karl VII. von Frankreich behandelte. Benzis Abhandlung Trattato utilissimo circa la conservazione della sanitate wurde 1481 postum gedruckt. Sie zählte zu einem der ersten medizinischen Texte in der Landessprache und erfuhr zahlreiche Neuauflagen. Allerdings ist seit 1968 nachgewiesen, dass es sich nicht um eine Schrift von Benzi handelt, sondern um eine Übersetzung des Traktats De conservatione sanitatis Benedetto Reguardatis handelt. Benzis Vita wurde 1441 von seinem ältesten Sohn Socino Benzi (1406–79; auch Arzt) geschrieben.

## Werke
- Consilia ad diversas aegritudines.
- Expositio super Aphorismos Hippocratis et Galeni commentum.
- sein Aphorismenkommentar: Venedig 1498
- Gesamtausgabe seiner Schriften: Venedig 1518
- Tractato utilissimo circa la conservatione de la sanitate (im Bestand der Bibliothek des Leonardo da Vinci)